# Pica dels Ocells
La Pica dels Ocells és una muntanya de 881 metres que es troba al municipi de Viladrau, a la comarca d'Osona.